# Борен (Німеччина)
Борен (нім. Boren) — громада в Німеччині, розташована в землі Шлезвіг-Гольштейн. Входить до складу району Шлезвіг-Фленсбург. Складова частина об'єднання громад Зюдербраруп.
Площа — 30,14 км2. Населення становить 1139 ос. (станом на 31 грудня 2020).

## Галерея

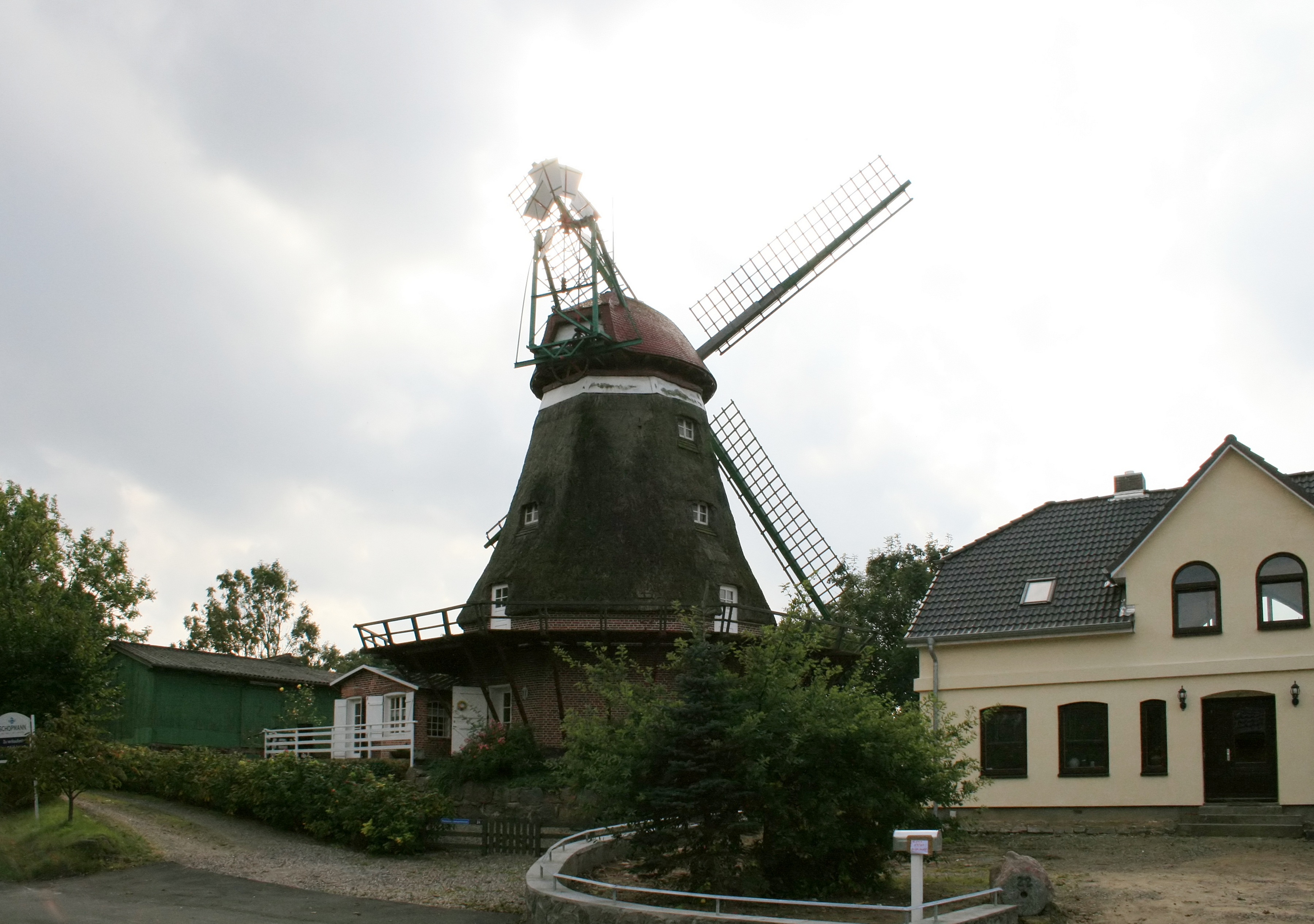
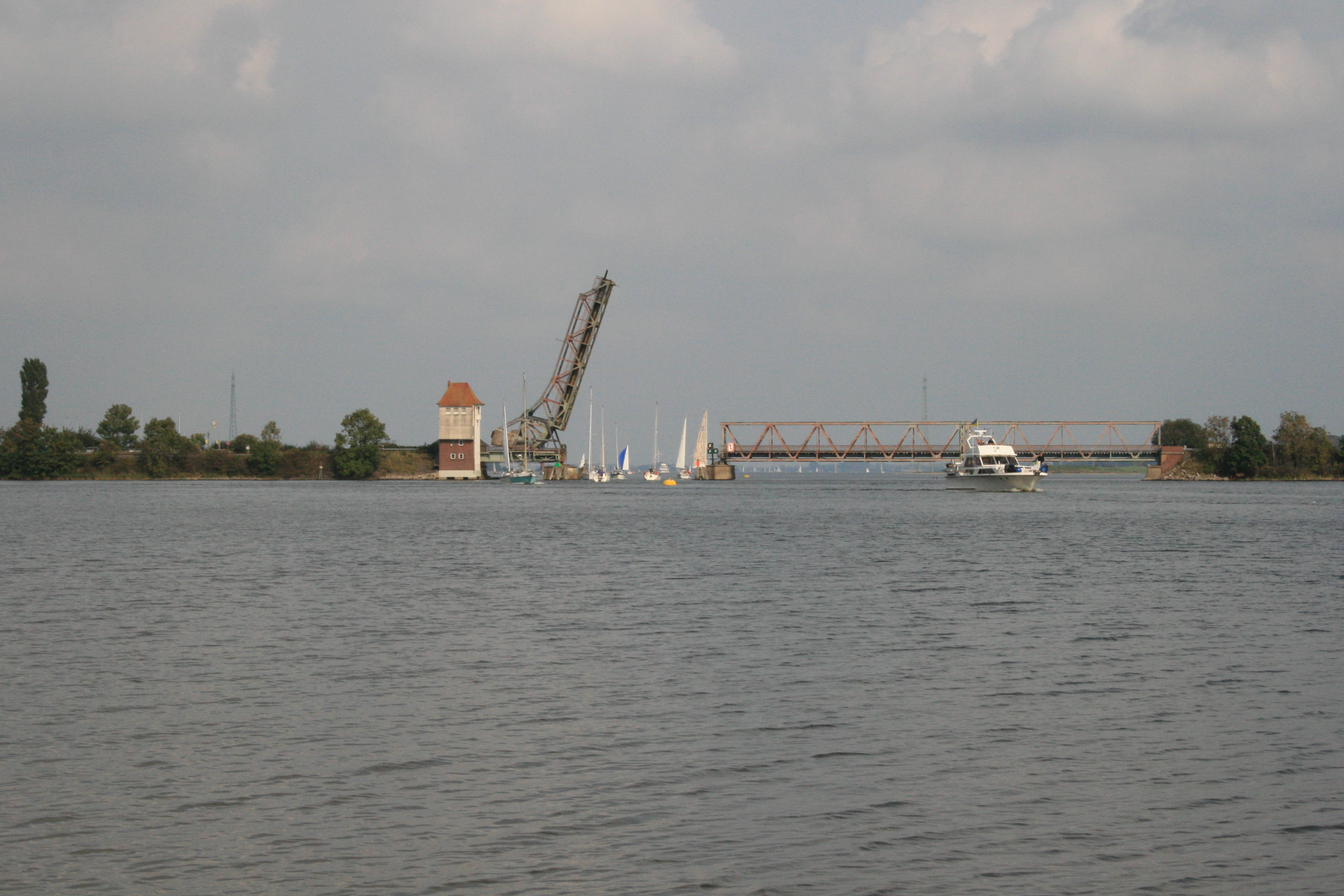
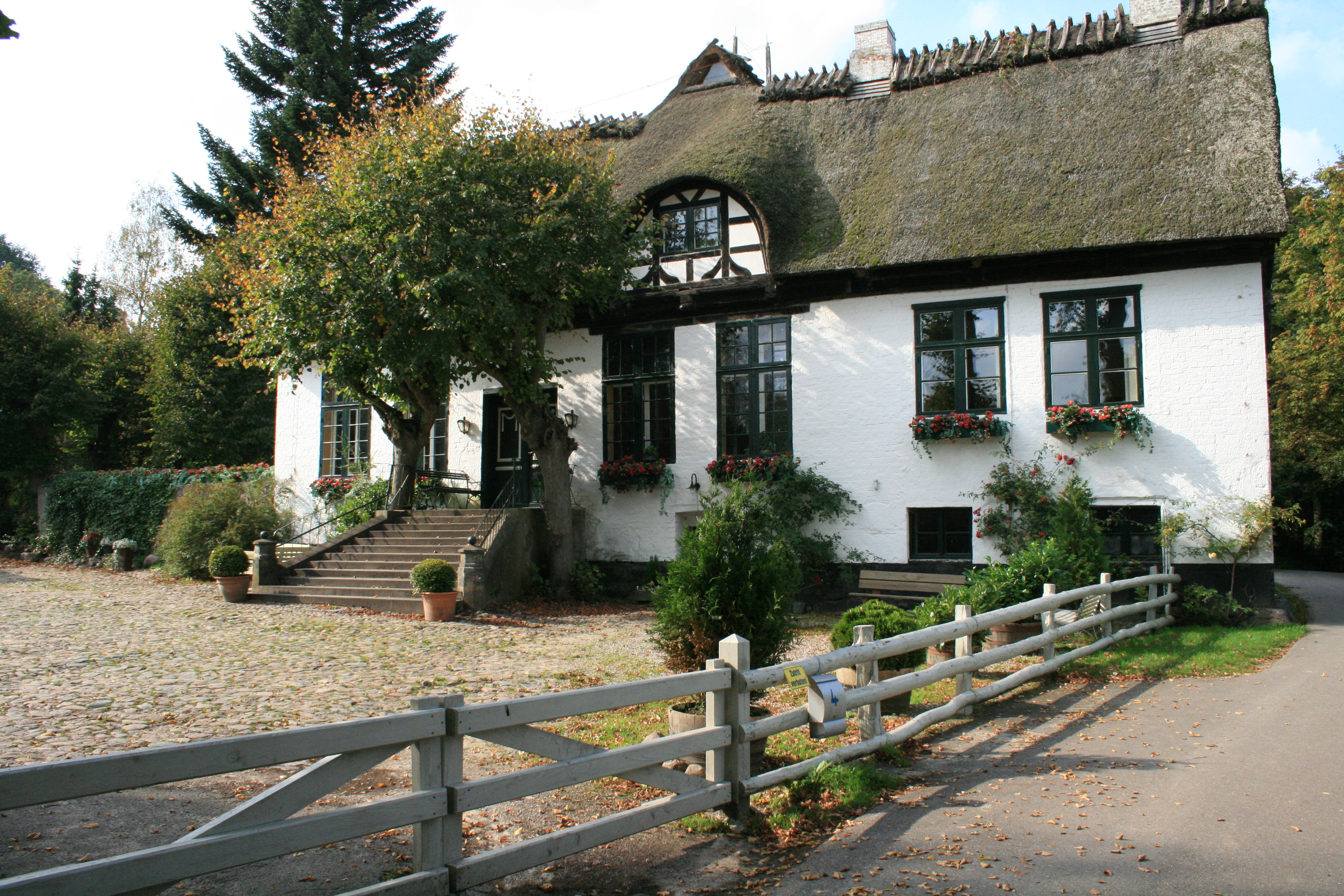